# スウェーデンの地域

スウェーデンの地域

スウェーデンの地域(landsdelar)は、スウェーデンにおける地域区分。スウェーデンにおける最大規模の地域分類であり、国土を3つに分けており、複数の地方が含まれる。地域名は、ニュースや天気予報などでは用いられることがある。また、行政区分ではなく、地域の紋章は定められておらず、地方行政組織でもない。地方行政・自治については県やコミューンが行う。

## 区分
| 地域                    | 人口 (2005) | 面積 (km²) | 県の数 | 備考                                                |
| ----------------------- | ----------- | ---------- | ------ | --------------------------------------------------- |
| ノールランド Norrland   | 1 156 150   | 261 292    | 9      | 北部に位置し、国土の6割を占める。                   |
| スヴェアランド Svealand | 3 539 944   | 91 098     | 6      | 中部に位置し、3地域の中では最少の面積となっている。 |
| イェータランド Götaland | 4 351 658   | 97 841     | 10     | 南部に位置する。                                    |

## 歴史

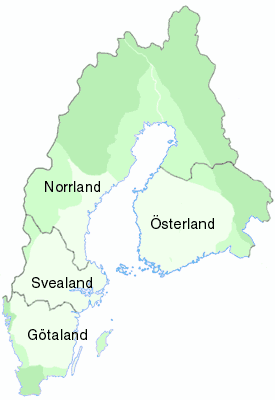
かつての4地域

かつてのスウェーデン＝フィンランドの時代においては、4地域に区分されていた。現フィンランドの北部はノールランド、南部はエステルランドとされていた。1809年のスウェーデン＝フィンランドの分割以降、現在の3地域となった。